# Смирнов, Николай Ксенофонтович
Никола́й Ксенофо́нтович Смирно́в (1 [13] октября 1847, Красно, Владимирская губерния — 5 [18] февраля 1907, Пенза) — редактор «Пензенских епархиальных ведомостей», кандидат богословия (1863), статский советник (1889), преподаватель Пензенской духовной семинарии.

## Семья
Отец Николая — протоиерей Смирнов Ксенофонт Прохорович (1822—1904), настоятель Троицкой церкви села Красно Муромского уезда Владимирской губернии, за своё служение в 1893 году получил потомственное дворянство[уточнить], был награждён орденами Св. Анны 3-й ст. и Св. Владимира. Мать Иоанна — Татьяна Ивановна (1820—1904). Дед — Смирнов Прохор Афанасьевич, священник церкви Вознесения Господня села Борисоглебского Муромского уезда Владимирской губернии. Братья: Иван (1844—1919) — архиепископ Рязанский и Зарайский, Смирнов Фёдор Ксенофонтович (1852—1930) — действительный статский советник, управляющий Рязанской Контрольной Палатой.
Женат на Анне Ардалионовне Пшенициной (род. 27 января 1857, Пенза), дочери губернского секретаря Ардалиона Павловича Пшеницына и Натальи Ивановны Боголюбовой. Дети: Мария (род. 7 декабря 1878), Владимир (род. 30 января 1881), Леонид (род. 6 октября 1886), Любовь (род. 31 июля 1894).

## Биография
Родился 13 октября 1847 года в селе Красно Муромского уезда Владимирской губернии.
В 1862 году поступил и в 1867 году окончил Владимирскую духовную семинарию.
В 1871 году окончил Киевскую духовную академию со степенью кандидата богословия.
С 1871 года преподаватель литургии, гомилетики и практического руководства для пастырей в Пензенской духовной семинарии
В 1872 году учитель арифметики в Пензенском женском училище духовного ведомства.
С 30 сентября 1872 года был членом комиссии при разборке дел архива Пензенской духовной консистории.
10 мая 1875 года назначен вторым редактором Пензенских епархиальных ведомостей (первым редактором был А. Е. Попов, также преподаватель Пензенской духовной семинарии).
28 августа 1875 года назначен на должность инспектора классов Пензенского женского училища духовного ведомства.
17 июля 1877 года был награждён орденом Св. Станислава 3-й степени.
4 декабря 1878 года присвоен чин коллежского асессора, а 16 октября 1881 года — надворного советника.
15 мая 1883 года награждён орденом Св. Анны 3-й степени.
5 февраля 1885 года присвоен чин коллежского советника.
С 24 ноября 1887 года, по назначению епархиального Преосвященного, был членом педагогического собрания правления семинарии.
16 июня 1889 года был награждён орденом Св. Станислава 2-й степени.
В 1893 году избран членом Совета Епархиального Иннокентиевского просветительского братства.
В 1896 году отметил 25-летие педагогической деятельности, в связи с чем получил звание «Заслуженный преподаватель».
С 1902 по 1903 год — член совета Общества воспомоществования воспитанникам Пензенской духовной семинарии.
Скончался от ревматизма 18 февраля 1907 года в Пензе. Исповедовал и причащал протоиерей Михаил Сатурнов. 20 февраля 1907 года захоронен на кладбище Спасо-Преображенского мужского монастыря. Погребение совершал ректор Пензенской духовной семинарии архимандрит Николай (Орлов) с причтом Покровской церкви и другим градским духовенством.

## Труды
- Смирнов, Николай Ксенофонтович. Изъяснение церковно-гражданских постановлений относительно браков, заключаемых в родстве или свойстве. Пенза: Губ. тип., 1877.